# ダイスサーバ
ダイスサーバとは、WEBサイトやEメール等でサイコロ振りの条件を送信すると、条件に基づき指定したメールアドレスにサイコロの目を返信してくれるWWWサービス。
返信先メールアドレスは複数指定できるため、対戦型オンラインゲームなどで不正を防止するためなどに使用されている。